# John Souttar
John Souttar (* 25. September 1996 in Aberdeen) ist ein schottischer Fußballspieler, der bei den Glasgow Rangers spielt. Sein jüngerer Bruder Harry Souttar ist ebenfalls Fußballprofi.

## Karriere

### Verein
John Souttar wurde im September 1996 in Aberdeen geboren. Er begann seine Fußballkarriere im Alter von sechs Jahren bei Brechin City im rund 30 km nordöstlich von Dundee gelegenen Ort Brechin. Im Jahr 2006 wechselte er von diesem in die Jugend von Dundee United. Für diesen spielte Souttar zunächst in der Juniorenmannschaft der U-15, in den folgenden Jahren in der U-17 und U-19. Als Teil der U-20 des Vereins kam er in der Saison 2012/13 im Alter von 16 Jahren und 99 Tagen zu seinem Profidebüt. Er war zu diesem Zeitpunkt somit der jüngste je eingesetzte Spieler in der Geschichte des 1905 gegründeten Vereins. Bis zum Saisonende spielte Souttar in sieben weiteren Spielen, sowie eine Partie im Halbfinale des Schottischen Pokals gegen den späteren Sieger Celtic Glasgow. Im November 2013 verlängerte der nun 17-jährige Souttar den Vertrag bei United langfristig. In der nächsten Saison konnte er den ersten Profitreffer im Ligaspiel gegen den FC Aberdeen erzielen. Mit Dundee United erreichte Souttar das Pokalfinale 2013/14, welches sie jedoch gegen den FC St. Johnstone verloren. Obwohl der Defensivspieler im Endspiel nicht zum Einsatz kam, hatte er mit vier Einsätzen maßgeblichen Anteil am Finaleinzug.

### Nationalmannschaft
John Souttar debütierte im August 2012 in der schottischen U-17 gegen Belgien im Forthbank Stadium von Stirling. Bis zum Jahresende kam er in fünf weiteren Länderspielen dieser Altersklasse zum Einsatz. Seit seinem Debüt für Schottlands U-19 im Jahr 2013 gegen England ist er für diese aktiv. Am 5. September 2015 debütierte Souttar in der U-21 gegen Nordirland.
Am 7. September 2018 gab Souttar sein Debüt in der A-Nationalmannschaft gegen Belgien. 
Im November 2021 stand er wegen der Verletzung von Jack Hendry in der Startelf gegen Dänemark.